# Судетские немцы

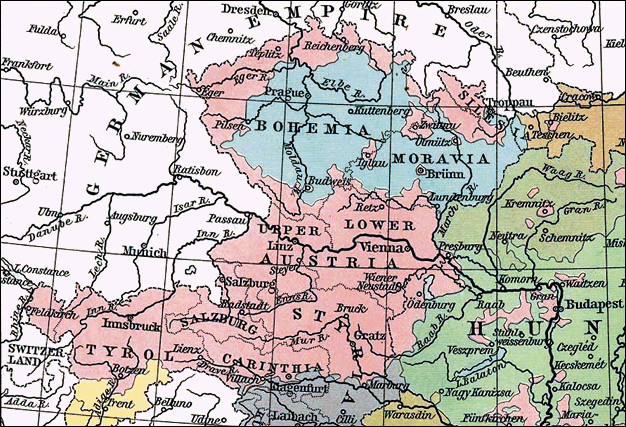
Фрагмент национальной карты Австро-Венгрии в 1911 году. Розовый цвет — немецкое население, голубой — чешское. Территории судетских немцев образуют розовый «кант» вокруг центральной Чехии; германские земли южнее её соответствуют Австрии в современных границах. В течение 1938 года все эти территории вошли в Третий рейх.

Судетские немцы (нем. Sudetendeutsche, чеш. sudetští Němci, Sudetoněmci, Sudeťáci) — этнографическая группа немцев, до 1945 года компактно проживавшая в пограничных регионах Чехии (Судетской области).
Это словосочетание, в 1920-е — 1930-е годы, также применялось рядом политиков как общее название для всех немцев в границах Богемии, Моравии и Чешской Силезии.

## От Средних веков до XIX века
Немецкие поселенцы — крестьяне, ремесленники, торговцы — начали селиться на чешских землях с XIII века. Сначала они селились главным образом в малолюдных горных районах вдоль границ Чешского королевства, но затем проникали и в города. Изначально чешские правители поощряли приток немецких поселенцев в свои владения для содействия экономическому развитию страны, однако рост численности немецкого населения вызывал трения между немцами и чехами. Этому способствовали, в частности, грабежи и насилие войск немецкого князя Отто Бранденбургского, который после гибели чешского короля Пшемысла Отокара II в 1278 году на какое-то время стал фактическим правителем Чехии.
Важнейшим последствием немецкой колонизации стало особое городское право, наиболее ярким примером которого стал правовой строй горных городов, возникших в связи с ростом добычи серебра. Немецкий патрициат городов Чехии уже в XIII веке стал добиваться ведущих позиций в управлении страной. В XIV веке — начале XV века  переплетение межэтнических и социальных противоречий привело к возникновению гуситского движения.
Битва на Белой горе в 1620 году, в которой армия императора Фердинанда II разгромила войско мятежных чешских сословий, позднее часто воспринималась как поражение чехов от немцев. Последовавшие за этой битвой репрессии, вынудившие тысячи чешских дворян, горожан, представителей интеллигенции бежать из страны, привели к постепенному онемечиванию национальной элиты Чехии, входившей в состав Габсбургской монархии.
Франтишек Палацкий вспоминал, что в 1840-х годах человек, который захотел бы в центре Праги спросить у прохожих дорогу по-чешски, запросто мог натолкнуться на просьбу говорить по-человечески, то есть по-немецки. Однако во второй половине XIX века чешский перестал быть языком преимущественно малограмотных сельских жителей. Чешское национальное возрождение вызывало конфликты с немцами. Это проявилось, в частности, в 1891 году при подготовке региональной выставки, на которой планировалось продемонстрировать хозяйственные и культурные достижения как чешских, так и немецких жителей Чехии. Однако немцы обвинили чешских организаторов выставки в желании сделать её демонстрацией исключительно успехов своего народа и отказались участвовать в ней. Власти Австро-Венгрии были вынуждены в 1893 и 1897 году из-за столкновений в Праге между чехами и немцами вводить чрезвычайное, а в 1908 году — даже военное положение.

## От Австро-Венгрии к Чехословакии

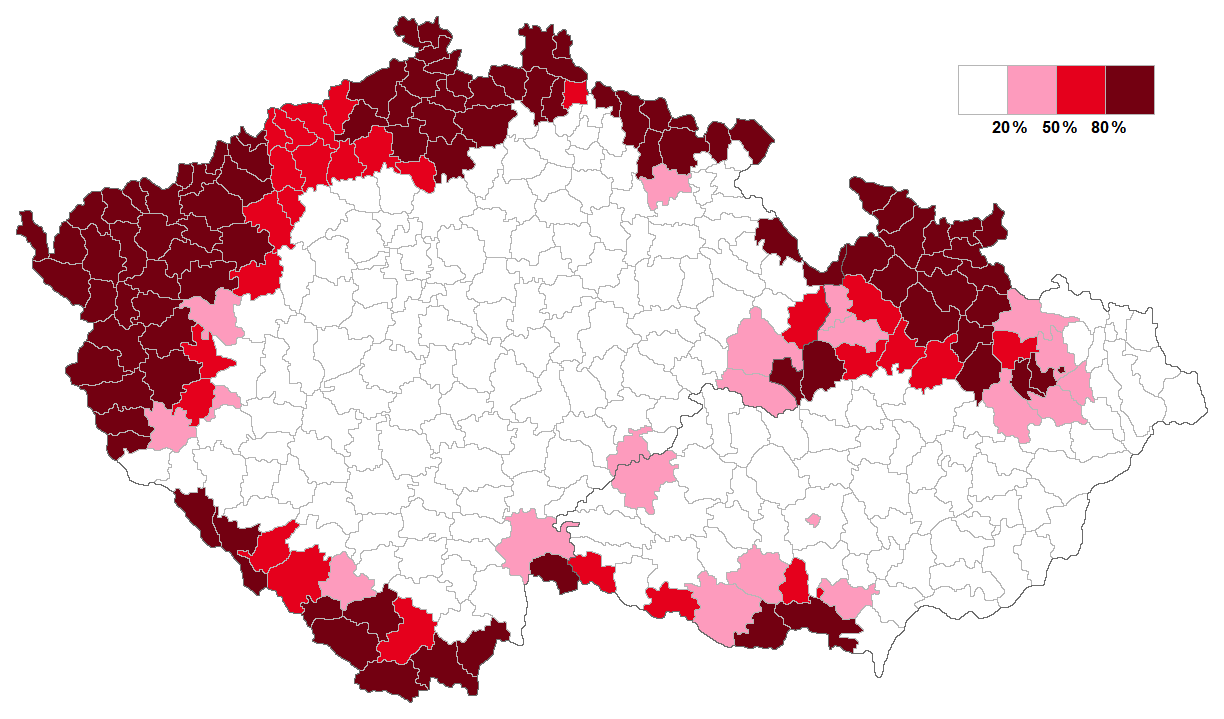
Доля этнических немцев в населении по районам Чехии в 1934 году: от 20 и более (розовый), 50 % и более (красный), 80 % и более (тёмно-красный)

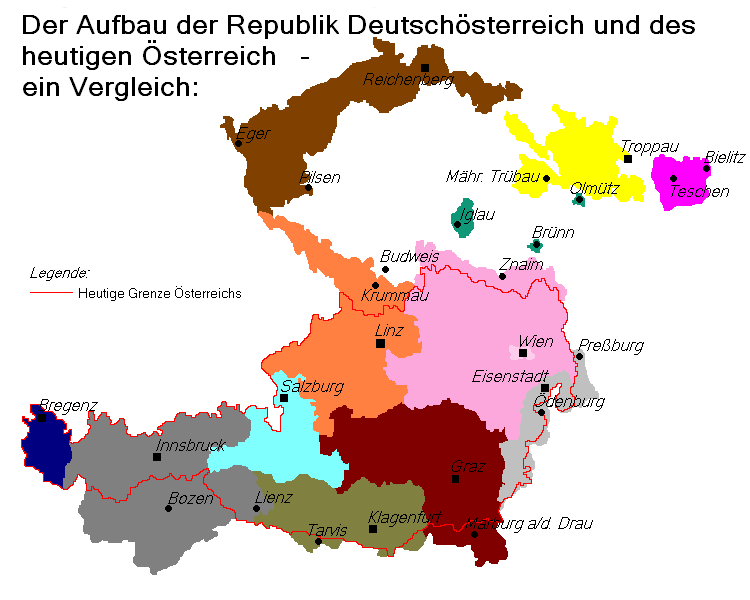
Административное деление после присоединения Судетской области

Уже к XIX веку немцы составляли большинство населения судетского региона (около 90 %). Однако при разделе Австро-Венгрии в 1918 году северо-западная граница Чехословакии была установлена по традиционной границе королевства Богемия (несмотря на восстания и попытки провозглашения четырёх немецких администраций в спорном регионе), что сразу поставило перед молодой республикой «немецкий вопрос» (число судетских немцев достигало к 1938 году 3,3 млн человек). Соответствующие территории были известны как Судетская область (нем. Sudetenland).
«Общего обозначения всех немцев на территории всей Чехословакии никогда не существовало». Само понятие «судетские немцы» впервые появилось в 1902 году (введено писателем Францем Йессером), но стало спорадически использоваться для обозначения немцев на территории Богемии и Моравии в 1920-е годы, а в активный политический обиход введено только Генлейном в 1933 году Именно к межвоенному периоду относится формирование немцев Чехословакии как особой этнической группы (до 1918 года немцы из Праги или Брно не отождествляли себя специально с немецким сельским населением Судет).
Немцы в Чехословакии ощущали себя дискриминируемыми. По подсчётам самих немцев, до середины 1920-х годов в Чехословакии закрыли около четырёх тысяч немецких классов, а к 1929 году было ликвидировано более трёхсот немецких школ. Немцы, не знавшие чешского языка, не могли работать в государственных учреждениях. Только в 1937 году под давлением немецких партий его положения были изменены, и несколько тысяч немцев приняли на государственную службу.
В политической системе межвоенной Чехословакии этнически «чехословацкие» общественные организации были в большинстве своём формально отделены от «немецких», и действовало несколько политических партий судетских немцев: социал-демократическая, аграрная (ландбунд), христианских социалистов (клерикалы). Именно в Судетах впервые появилась организация с названием «национал-социалистическая рабочая партия» (DNSAP), её лидер Рудольф Юнг подчёркивал, что она старше гитлеровской НСДАП; осенью 1933 года эта партия была запрещена. Обособлена была и система образования, сохранялось историческое разделение Карлова университета на чешское и немецкое отделения. В парламенте Чехословакии немцы, как и другие национальные меньшинства, имели право выступать на родном языке.

## Нацистский период
Политически активная национал-сепаратистская Судето-немецкая партия Конрада Генлейна, возникшая в 1935 году на базе Судето-немецкого отечественного фронта и сразу же занявшая второе место на общегосударственных выборах, требовала вначале автономии, а затем присоединения Судетской области к Третьему рейху. Вскоре после аншлюса Австрии под нажимом Германии без участия Чехословакии было заключено четырёхстороннее Мюнхенское соглашение 1938 года, в результате которого территории судетских немцев — наиболее промышленно развитые и важные в том числе для военной промышленности районы — оказались в составе Германии.
В Третьем рейхе часть Судетской области образовала особую рейхсгау Судетенланд (нем. Reischsgau Sudetenland), со столицей в Рейхенберге (Либерце). Имперским комиссаром, а затем штатгальтером и гауляйтером НСДАП в Судетах был Генлейн. На этой территории было произведено большое количество военной техники. Некоторые районы были присоединены к Баварии и к Остмарк — бывшей Австрии (рейхсгау Верхний Дунай и рейхсгау Нижний Дунай).

## Депортация
После Второй мировой войны по декретам Бенеша судетские немцы (числом более 3 млн) и карпатские немцы (ок. 500 тыс.), проживавшие в Словакии и на Закарпатской Украине, были изгнаны из Чехословакии и поселились в различных районах Германии и Австрии (это сопровождалось многочисленными жертвами среди мирного населения, «маршами смерти» и т. п.), а освободившиеся земли были заселены чехами.

## После 1945 года

Флаг судетских немцев.

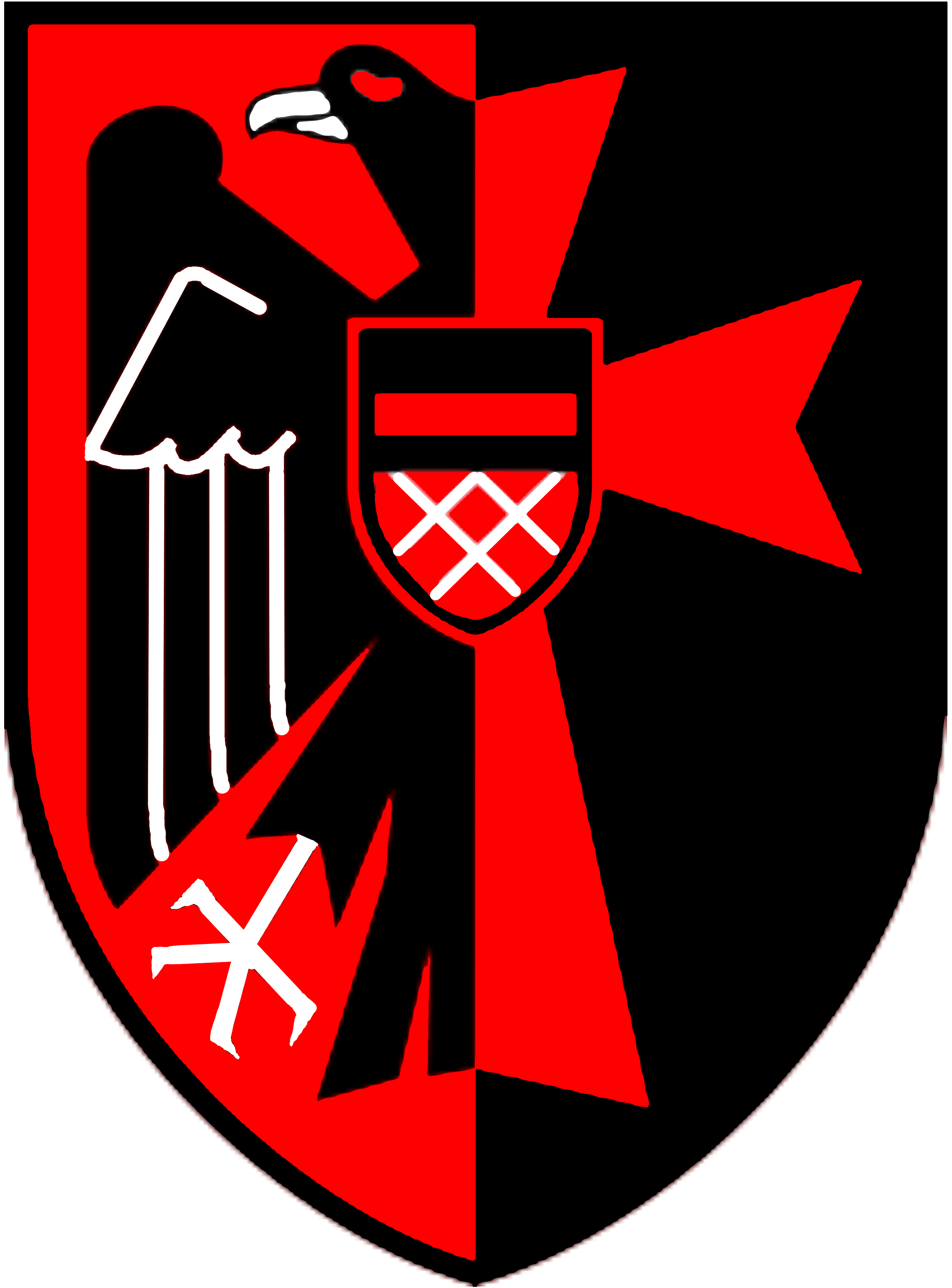
Герб судетских немцев.

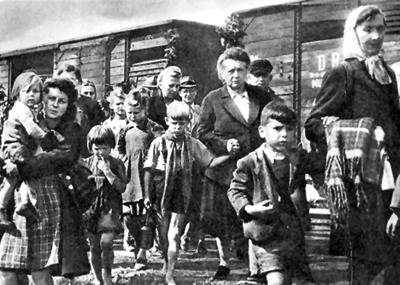
Судетские немцы во время депортации.

В настоящее время в Германии и Австрии существуют организации выходцев из Судетской области: Судето-немецкое землячество (Sudetendeutsche Landsmannschaft), которое создано на базе 4 объединений: Общины Землепашца, Общества Зелигера, Общество Йоханнеса Матезиуса — евангельские судетские немцы и Витико-бунда.
К трём баварским этническим группам присоединились изгнанные судетские немцы («четвёртое племя»), переселившиеся в Баварию в основном после 1945 года. Свободная Земля предоставила им защиту и поддержку. В Указе от 5 ноября 1962 года говорится: Правительство Баварии признаёт принадлежность судетских немцев к коренному баварскому населению. Исполненные благодарности к обретённой родине, «новые баварцы» приложили много сил к её восстановлению после Второй мировой войны.
В самой Чехии живёт 40 тысяч человек, считающих себя немцами. Проблема судетских немцев продолжает время от времени всплывать в чешско-германских и чешско-австрийских отношениях.
В Венгрии группой научных исследователей и преподавателей создана организация «Научное собрание судетских немцев» (венг. Szudétanémet Tudományos Gyűjtemény, нем. Sudetendeutsche Wissenschaftliche Sammlung, англ. Collections for Research into Sudeten German Minority, пол. Zbiór Naukowy Niemców Sudeckich), целью которой является представление и сохранение культуры судетских немцев.
3 ноября 2009 года президентом Чехии Вацлавом Клаусом был подписан Лиссабонский договор, и его вступление в силу формально даёт право судетским немцам, подвергшимся депортации, требовать компенсации от правительства Чехии.

## Известные судетские немцы
- Отто Киттель
- Курт Книспель
- Грегор Иоганн Мендель
- Фердинанд Порше
- Отфрид Пройслер
- Оскар Шиндлер
- Адальберт Штифтер
- Томаш Энге
- Барбара Буше